# Abu Kamara
Abu Kamara, né le 21 juillet 2003 à Lambeth en Angleterre, est un footballeur anglais qui joue au poste d'ailier droit à Hull City.

## Biographie

### En club
Né à Lambeth en Angleterre, Abu Kamara est formé par Norwich City, qu'il rejoint en 2013. Le 12 janvier 2021 il signe son premier contrat professionnel avec Norwich, le liant au club jusqu'en juin 2023.
Il découvre le Championship, la deuxième division anglaise, avec ce club. Il y joue son premier match en professionnel le 1er avril 2023, contre le Sheffield United. Il entre en jeu à la place de Teemu Pukki et son équipe est battue par un but à zéro.
Le 19 juillet 2023, Abu Kamara rejoint le Portsmouth FC sous la forme d'un prêt d'une saison,.
Il marque son premier but en professionnel sous les couleurs de Portsmouth, le 2 septembre 2023 contre Peterborough United, en championnat. Titularisé, il délivre également une passe décisive en plus de son but et contribue ainsi à la victoire de son équipe par trois buts à un,.
Le 31 août 2024, Abu Kamara rejoint Hull City pour un contrat de quatre ans, soit jusqu'en juin 2028. 

### En sélection
Abu Kamara représente l'équipe d'Angleterre des moins de 20 ans. Il joue deux matchs avec cette sélection en 2024.